# Adolf Etolin
Pour les articles homonymes, voir Etolin.
 (novembre 2023).
Si vous disposez d'ouvrages ou d'articles de référence ou si vous connaissez des sites web de qualité traitant du thème abordé ici, merci de compléter l'article en donnant les références utiles à sa vérifiabilité et en les liant à la section « Notes et références ».
Adolf Karlovitch Etolin, né Arvid Adolf Etholin, en russe : Адольф Карлович Этолин, en finnois : Arvid Adolf Etholén, né le 9 janvier 1799 à Helsinki (Finlande), décédé le 29 mars 1876 à Elimaki (Finlande), est un explorateur et administrateur employé par la Compagnie russe d'Amérique, contre-amiral en 1847, et gouverneur de l'Amérique russe du 25 mai 1840 au 9 juillet 1845.

## Biographie
Né dans une famille bourgeoise, il sortit diplômé de l'Académie navale impériale de Russie en 1817.
Certains historiens estiment qu'Adolf Karlovitch Etolin se rendit de Russie en Amérique par le Kamtchatka en compagnie de Vassili Mikhaïl Golovnine (1776-1831), mais à ce jour aucun document ne vient corroborer ces faits.
Entre 1818 et 1825, Adolf Karlovitch Etolin servit sur un navire au grade de capitaine. Avec un groupe d'hommes, il se rendit en mer de Bering pour effectuer un voyage d'études (1822-1824). Il fut l'adjoint du gouverneur de l'Amérique russe en 1834. Le 25 mai 1840, Adolf Karlovitch Etolin devint lui-même gouverneur de l'Amérique russe, il occupa ce poste jusqu'au 25 mai 1840, au cours de son mandat, il fit construire des bâtiments publics et une église protestante. En 1847, admis comme membre au Conseil d'administration de la Compagnie russo-américaine de Saint-Pétersbourg, il occupa cette fonction jusqu'en 1859.
En 1847, Adolf Karlovitch Etolin fut promu kontr-admiral.

## Lieux portant son nom
- Île Etolin : cette île est située dans l'archipel Alexandre au sud-est de l'Alaska ;
- Détroit Etolin : Situé dans la région occidentale de l'Alaska, entre l'île Nunivak à l'ouest et l'île Nelson. Ce détroit relie la baie Kuskokwim et la mer de Bering ;
- Mont Etolin: culminant à 3705 pieds sur l'île Etolin ; Il reçut son nom du lieutenant-commodore Snow en 1886 ;
- Etolin : Localité située sur les rives de la baie de Nushagak ;
- Etolin : Situé entre les baies de Kvickak et de Nushagak ;
- Cap Etolin : situé au sud-ouest de Vancouver dans la mer de Bering.